# Enrique Barja Afonso
Enrique "Kike" Barja Afonso (Noain (Elortzibar), 1 d'abril de 1997) és un futbolista professional navarrès que juga com a volant dret pel CA Osasuna de La Liga.

## Carrera de club
Barja va ingressar al planter del CA Osasuna el 2005 a vuit anys. Va debutar com a sènior amb el CA Osasuna B el 25 d'agost de 2013 a 16 anys, entrant a la segona part en substitució de Miguel Olavide i marcant el darrer gol d'una victòria per 2–0 a Tercera Divisió a casa contra el CD Huarte.
El 28 de novembre de 2015, Barja va marcar un doblet en una golejada per 4–0 a fora contra la UD Mutilvera; i un altre set dies més tard, en un 5–0 contra el CD Erriberri. El següent 25 de setembre va marcar un altre doblet en una victòria per 3–1 a casa contra el CD Guijuelo en lliga de Segona Divisió B.
El 15 de maig de 2017, Barja fou definitivament promogut al primer equip per la temporada 2017–18. Va debutar amb el primer equip - i a La Liga – cinc dies després, substituint Carlos Clerc en una derrota per 0–5 a fora contra el Sevilla FC, quan l'equip ja estava descendit.

## Palmarès
Osasuna
- Segona Divisió: 2018–19[7]